# Ричард Малън
Ричард Майкъл „Майк“ Малън (на английски: Richard Michael „Mike“ Mullane) е полковник от USAF и астронавт на НАСА, участник в три космически полета.

## Образование
Ричард Малън завършва колежа St. Pius X Catholic High School в Албъкърки, Ню Мексико през 1963 г. През 1967 г. завършва Военна академия на Съединените щати в Уест Пойнт, Ню Йорк с бакалавърска степен по инженерство и военно звание лейтенант. През 1975 г. получава магистърска степен по аерокосмическо инженерство от Технологичния институт на USAF в авиобазата Райт Патерсън, Охайо.

## Военна кариера
Ричард Малън постъпва на служба в USAF през 1967 г. Участва в бойните действия във Виетнам и осъществява 134 бойни полета от януари до ноември 1969 г. След това в продължение на четири години е на служба във Великобритания. През юли 1976 г. завършва школа за тест пилоти в авиобазата Едуардс, Калифорния. По-късно служи като старши офицер в 3246 – то изпитателно авиокрило в базата Еглин, Флорида.

## Служба в НАСА
Ричард Малън е избран за астронавт от НАСА на 16 януари 1978 г., Астронавтска група №8. Завършва общия курс на обучение през август 1979 г. Взема участие в три космически полета.

### Полети
| Космически полети на Ричард Майкъл Малън                       | Космически полети на Ричард Майкъл Малън | Космически полети на Ричард Майкъл Малън | Космически полети на Ричард Майкъл Малън | Космически полети на Ричард Майкъл Малън | Космически полети на Ричард Майкъл Малън | Космически полети на Ричард Майкъл Малън |
| №                                                              | Дата                                     | КК                                       | Емблема на мисията                       | Функции                                  | Продължителност                          |                                          |
| -------------------------------------------------------------- | ---------------------------------------- | ---------------------------------------- | ---------------------------------------- | ---------------------------------------- | ---------------------------------------- | ---------------------------------------- |
| 1                                                              | 30 август 1984                           | „Дискавъри“, мисия STS-41D               |                                          | Специалист на мисията                    | 6 денонощия 00 часа 56 мин. 04 сек.      |                                          |
| 2                                                              | 2 декември 1988                          | „Атлантис“, мисия STS-27                 |                                          | Специалист на мисията                    | 4 денонощия 09 час 05 мин. 37 сек.       |                                          |
| 3                                                              | 28 февруари 1990                         | „Атлантис“, мисия STS-36                 |                                          | Специалист на мисията                    | 4 денонощия 10 часа 18 мин. 22 сек.      |                                          |
| Сумарно време в космоса – 14 денонощия 20 часа 20 мин. 03 сек. |                                          |                                          |                                          |                                          |                                          |                                          |

## Награди
- Летателен кръст за заслуги;
- Медал за похвална служба;
- Въздушен медал (6);
- Медал за похвала;
- Медал за национална отбрана;
- Медал за бойни действия във Виетнам;
- Медал за участие във Витнамската война;
- Медал на НАСА за участие в космически полет (3).